# Michael Küttner
Michael Robert Küttner (* 26. August 1954 in Kiel) ist ein deutscher Jazz-Schlagzeuger und -perkussionist.

## Leben und Wirken
Küttner hatte als Kind klassischen Klavierunterricht und begann ab 1970 autodidaktisch Schlagzeug zu spielen. Er studierte von 1974 bis 1979 klassische und neue Musik an der Hochschule für Musik Köln, danach Jazz am Berklee College of Music in Boston und schließlich afrikanische Musik bei Mustapha Tettey Addy in Accra.
Zunächst spielte er im Trio von Axel Petry. Bis 1980 gehörte er unter anderem dem JugendJazzOrchester NRW, dem Trio Sadba (mit Friedrich Kullmann und Jochen Schmidt), dem Quintett Key (mit Markus Stockhausen und Hugo Read) an. Bekannt wurde er mit dem Michael Sagmeister Trio, dem er seit 1980 angehört, und Peter Gigers Family of Percussion, mit der er von 1982 bis 1992 arbeitete.
Seit 1987 unterrichtete Küttner Jazzschlagzeug an der Hochschule für Musik Köln, von 2000 bis 2020 war er Professor für Jazzschlagzeug, Rhythmik und Rhythmuslehre an der Hochschule für Musik und Darstellende Kunst Mannheim.

## Diskographie (Auswahl)
- First Album, 1978
- Initiation (mit Manfred Niehaus, Markus Stockhausen), 1978
- Sadba Wenn es so ist . . .  (mit Friedrich Kullmann, Jochen Schmidt), 1979
- Come and Drum (mit Mustapha Tettey Addy, Bertram Müller), 1979/1992
- For Drummers Only (mit Peter Gigers Percussion Orchestra), 1982
- The Silent Spectacle (mit Michael Sagmeister, Christof Lauer), 1982
- Midnight Sun, 1983
- Still Waiting for Some Better Days (Michael Sagmeister Group, Christof Lauer und Albert Mangelsdorff), 1983
- Tears of Sound (mit Charlie Mariano, Paul Shigihara, Tim Wells), 1984
- Between the Moments (mit der Christoph Spendel Group und Michael Sagmeister), 1984
- Tomato Kiss (mit Uli Beckerhoff), 1986
- Lonely Passengers, 1986
- Conversa (Maria João  Quintett), 1986
- Looking Out My Window (Michael Sagmeister Group), 1987
- Moon at Noon (mit Albert Mangelsdorff, Wolfgang Dauner und Family of Percussion), 1987
- Ready For Take Off (mit der Christoph Spendel Group und Annie Whitehead), 1988
- Michael Sagmeister, Highlights, 1989
- Fairy Tales (mit Volker Rogall, Hugo Read, Tim Wells), 1990
- A Certain Gift (mit Michael Sagmeister, Gunnar Plümer, Thomas Heidepriem), 1990
- Rooty Toot (mit Albert Mangelsdorff und der Klaus Lage Band), 1990
- Von Hisdorisch Nach Gesus, 1992
- Take It Easy (mit Michael Sagmeister, Christoph Spendel, Udo Dahmen, Martin Engelien), 1992
- Ein Lächeln in Reserve (mit der Klaus Lage Band), 1992
- Motion and Emotions (mit Michael Sagmeister), 1993
- Come And Dance (mit Mustapha Tettey Addy, Rolf Exler), 1993
- Crosstalk (mit Michael Sagmeister, Peter Wölpl, Martin Engelien, Udo Dahmen), 1994
- Primo Passo (mit Camillo D’Ancona, Michael Sagmeister Group), 1994
- Personel Choice (mit Peter Weiss, Jazzpool NRW), 1995
- Soulful Questions (mit Michael Sagmeister), 1995
- Looking Forward (mit Frank Haunschild), 1997
- Sin Tiempo (mit Enrique Díaz, Charlie Mariano, Markus Stockhausen, Mike Herting), 1997
- Here and Now (mit Michael Sagmeister, Dave Samuels, Thomas Heidepriem, Frieder Gottwald), 1998
- Beauty of Silence (mit Alex Gunia, Philipp van Endert, André Nendza), 1998
- Carpe Diem (mit Stefan Langenberg, Rolf Marx), 1998
- Kyle of Lochalsh, Confidential Rhythms Vol. 1, 1999
- Ever Green (mit Otto Wolters, Gunnar Plümer), 1999
- Dedicado - Canzoni é Jazz (mit Camillo D’Ancona, Michael Sagmeister, Christoph Spendel, Thomas Heidepriem), 2000
- Conversation (mit Michael Sagmeister, Pat Martino, Thomas Heidepriem), 2000
- Straight Ahead (mit dem Michael Sagmeister Trio: Michael Sagmeister, Michael Küttner, Stefan Engelmann), 2000
- Opera To Relax - From Life 2 Life (mit Martin Hömberg, Veronika Langguth, Heiner Wiberny), 2001
- Opera To Relax - Beyond the Sounds (mit Martin Hömberg, Veronika Langguth, Hugo Read), 2004